# 1751

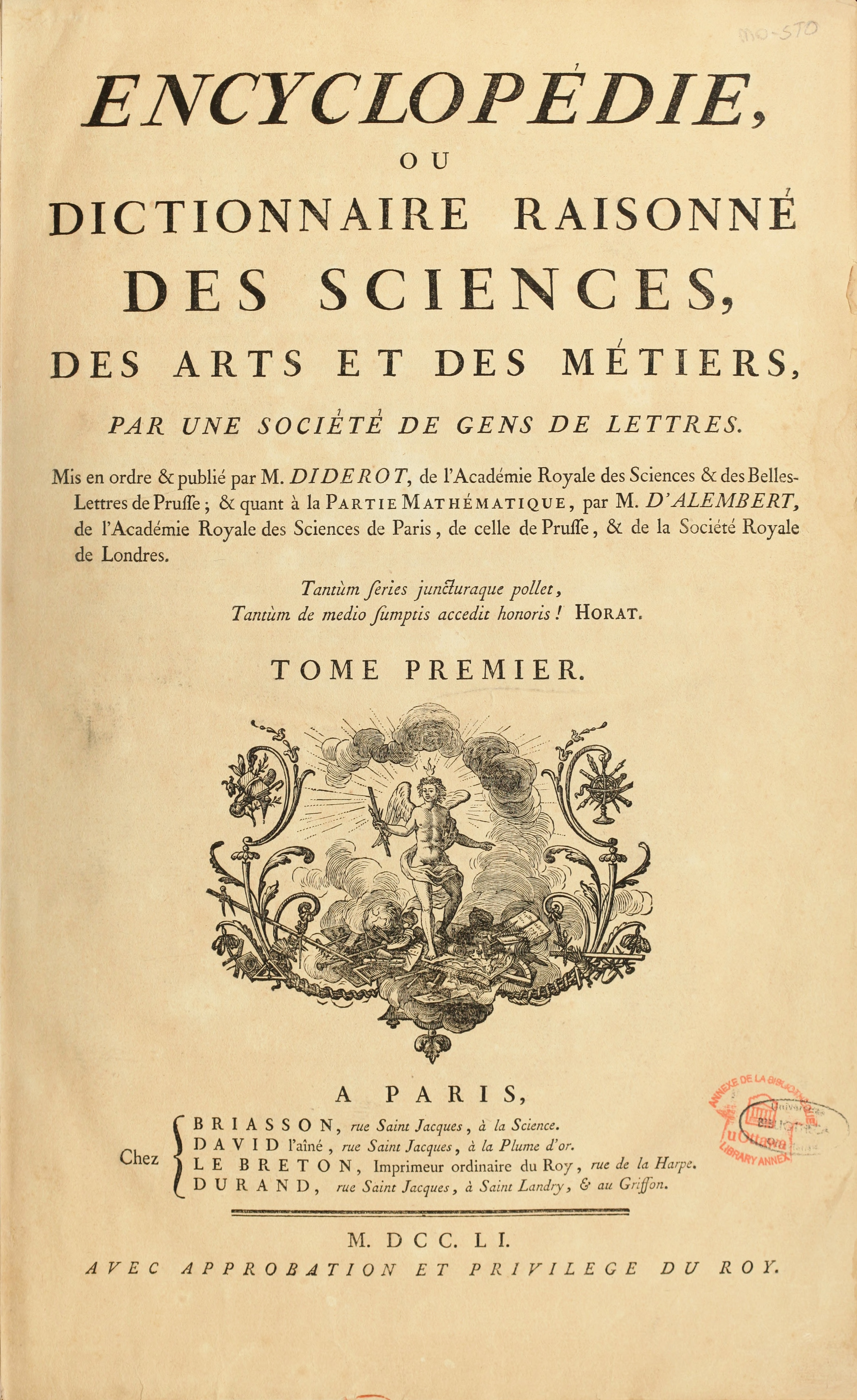
Encyclopédie de D'Alembert e Diderot. 1ª Página. Paris, 1751.

- Wikisource

| Calendário gregoriano                                                        | 1751 MDCCLI                         |
| Ab urbe condita                                                              | 2504                                |
| Calendário arménio                                                           | 1200 – 1201                         |
| Calendário bahá'í                                                            | -93 – -92                           |
| Calendário budista                                                           | 2295                                |
| Calendário chinês                                                            | 4447 – 4448 Início a 27 de janeiro  |
| Calendário copta                                                             | 1467 – 1468                         |
| Calendário etíope                                                            | 1743 – 1744                         |
| Calendários hindus - Vikram Samvat - Calendário nacional indiano - Cáli Iuga | 1806 – 1807 1672 – 1673 4851 – 4852 |
| Calendário Holoceno                                                          | 11751                               |
| Calendário islâmico                                                          | 1164 – 1165                         |
| Calendário judaico                                                           | 5511 – 5512                         |
| Calendário persa                                                             | 1129 – 1130                         |
| Calendário rúnico                                                            | 2001                                |
| Calendário solar tailandês                                                   | 2294                                |

1751 (MDCCLI, na numeração romana) foi um ano comum do século XVIII do actual Calendário Gregoriano, da Era de Cristo,  e a sua letra dominical foi C, teve 52 semanas,  início a uma sexta-feira e terminou também a uma sexta-feira.
| Ano completo                       |
| ---------------------------------- |
| Ano comum com início à sexta-feira |

## Eventos
- Ano de descoberta do níquel.
- Edição do primeiro volume da Enciclopédia, dirigida por Diderot e a colaboração de D'Alembert.

## Abril
- 15 de abril - São feitas importantes anotações no manuscrito do Livro das Visitações, da Igreja de Santa Bárbara das Manadas, Velas, ilha de São Jorge.

## Maio
- 26 de Maio - Fundação da Cidade de Brejo da Madre de Deus - Pernambuco

## Nascimentos
- 12 de Janeiro - Fernando I das Duas Sicílias, rei das Duas Sicílias. (m.1825)
- 16 de Março - James Madison, presidente dos Estados Unidos da América. (m. 1836)
- 12 de julho - Santa Júlia Billiart, santa da Igreja católica. (m. 1816)

## Mortes
- 15 de Dezembro - Dom Guilherme de São José, 2º Bispo do Pará.

## Por tema
- 1751 na ciência